# China League One 2019
La temporada 2019  de la China League One fue la 16.ª edición de la máxima categoría del fútbol en la República Popular de China.
Estaba previsto que la temporada comience el 1 de marzo y finalizara el 30 de noviembre.

## Datos generales

### Ascensos y descensos
| Pos. | Descendido de la Superliga China 2018 |
| ---- | ------------------------------------- |
| 15.º | Changchun Yatai                       |
| 16.º | Guizhou Hengfeng                      |

| Pos. | Ascendido a la Superliga China 2019 |
| ---- | ----------------------------------- |
| 1.º  | Wuhan Zall                          |
| 2.º  | Shenzhen                            |

| Pos. | Descendido a la China League Two 2019 |
| ---- | ------------------------------------- |
| 14.º | Yanbian                               |
| 15.º | Zhejiang Yiteng                       |
| 16.º | Dalian Transcendence                  |

| Pos. | Ascendido de la China League Two 2018 |
| ---- | ------------------------------------- |
| 1.º  | Sichuan Annapurna                     |
| 2.º  | Shaanxi Changan Athletic              |
| 3.º  | Nantong Zhiyun                        |

## Equipos

### Datos generales
| Equipo                    | Entrenador            | Ciudad       | Estadio                            | Aforo  |
| ------------------------- | --------------------- | ------------ | ---------------------------------- | ------ |
| Beijing Enterprises Group | Gao Hongbo            | Beijing      | Olympic Sports Centre (Beijing)    | 36,228 |
| Changchun Yatai           | Chen Jingang          | Changchun    | Development Area Stadium           | 25,000 |
| Guizhou Hengfeng          | Dan Petrescu          | Guiyang      | Estadio Provincial Guizhou         | 18,000 |
| Hangzhou Greentown        | Sergi Barjuán         | Hangzhou     | Yellow Dragon Sports Center        | 52,672 |
| Heilongjiang Lava Spring  | Duan Xin              | Harbin       | Harbin ICE Center Stadium          | 50,000 |
| Liaoning Whowin           | Chen Yang             | Liaoning     | Tiexi New District Spots Center    | 30.000 |
| Meizhou Hakka             | Aleksandar Stankov    | Wuhua        | Wuhua County Stadium               | 6,800  |
| Meizhou Meixian Techand   | Li Haiqiang           | Meizhou      | Meixian Tsang Hin-chi Stadium      | 20,221 |
| Nantong Zhiyun            | Wei Xin               | Nantong      | Rudong Olympic Sports Center       | 15,000 |
| Nei Mongol Zhongyou       | Wang Bo               | Hohhot       | Hohhot City Stadium                | 60,000 |
| Qingdao Huanghai          | Jordi Vinyals         | Qingdao      | Qingdao Guoxin Stadium             | 45,000 |
| Shaanxi Changan Athletic  | Huang Hongyi          | Xi'an        | Shaanxi Province Stadium           | 50,000 |
| Shanghái Shenxin          | Juan Ignacio Martínez | Shanghái     | Jinshan Football Stadium           | 30,000 |
| Shijiazhuang Ever Bright  | Afshin Ghotbi         | Shijiazhuang | Yutong International Sports Center | 29,000 |
| Sichuan Annapurna         | Li Bing               | Dujiangyan   | Dujiangyan Phoenix Stadium         | 12,700 |
| Xinjiang Tianshan Leopard | Li Jun                | Ürümqi       | Xinjiang Sports Centre             | 50,000 |

## Tabla de posiciones
| Pos. | Equipo                    | Pts. | PJ | G  | E | P  | GF | GC | Dif. | Clasificación o descenso            |
| ---- | ------------------------- | ---- | -- | -- | - | -- | -- | -- | ---- | ----------------------------------- |
| 1    | Qingdao Huanghai          | 57   | 29 | 17 | 6 | 6  | 58 | 34 | +24  | Ascenso a la Superliga China 2020   |
| 2    | Guizhou Hengfeng          | 54   | 29 | 17 | 3 | 9  | 46 | 27 | +19  | Ascenso a la Superliga China 2020   |
| 3    | Shijiazhuang Ever Bright  | 53   | 29 | 17 | 2 | 10 | 57 | 42 | +15  |                                     |
| 4    | Changchun Yatai           | 53   | 29 | 15 | 8 | 6  | 51 | 38 | +13  |                                     |
| 5    | Heilongjiang Lava Spring  | 51   | 29 | 14 | 9 | 6  | 42 | 33 | +9   |                                     |
| 6    | Hangzhou Greentown        | 48   | 29 | 13 | 9 | 7  | 47 | 39 | +8   |                                     |
| 7    | Nei Mongol Zhongyou       | 48   | 29 | 14 | 6 | 9  | 34 | 30 | +4   |                                     |
| 8    | Beijing Enterprises Group | 43   | 29 | 12 | 7 | 10 | 50 | 30 | +20  |                                     |
| 9    | Shaanxi Changan Athletic  | 41   | 29 | 12 | 5 | 12 | 33 | 34 | −1   |                                     |
| 10   | Meizhou Hakka             | 36   | 29 | 10 | 6 | 13 | 42 | 41 | +1   |                                     |
| 11   | Meizhou Meixian Techand   | 36   | 29 | 10 | 6 | 13 | 40 | 48 | −8   |                                     |
| 12   | Xinjiang Tianshan Leopard | 33   | 29 | 9  | 6 | 14 | 39 | 53 | −14  |                                     |
| 13   | Sichuan Annapurna         | 31   | 29 | 8  | 7 | 14 | 33 | 46 | −13  |                                     |
| 14   | Nantong Zhiyun            | 30   | 29 | 7  | 9 | 13 | 33 | 37 | −4   | Play-Off por el descenso            |
| 15   | Liaoning Whowin           | 21   | 29 | 5  | 6 | 18 | 33 | 56 | −23  | Play-Off por el descenso            |
| 16   | Shanghái Shenxin          | 12   | 29 | 3  | 3 | 23 | 30 | 80 | −50  | Descenso a la China League Two 2020 |

 Fuente: Sports.sina.com League Standings
- Datos: Q65173645